# Macrodontia mathani
Macrodontia mathani är en skalbaggsart som beskrevs av Pouillaude 1915. Macrodontia mathani ingår i släktet Macrodontia och familjen långhorningar. Inga underarter finns listade i Catalogue of Life.